# Georges Poyer
Georges Poyer, né le 14 mars 1884 à Reims et mort le 15 septembre 1958 à Paris, fut un psychologue et médecin français, professeur d'université .

## Biographie
Il est élève de l'école normale supérieure, agrégé de philosophie, puis entreprend, sous l'influence de Georges Dumas, des études de médecine. Il soutient en 1913 à Paris sa thèse de médecine intitulée Le Sommeil automatique, puis en 1921, une thèse de philosophie sur Les Problèmes généraux de l’hérédité psychologique. Il commence sa carrière d'enseignant à l'université de Montpellier, en 1922, comme maître de conférences de philosophie morale et éducation, puis professeur titulaire sans chaire en 1926 et enfin professeur titulaire de la chaire de sociologie et science de l’éducation en 1929. Il est nommé professeur titulaire de la chaire de psychologie pathologique à l'université de la Sorbonne, poste qu’il occupe jusqu'à sa retraite en 1955.